# サッカーカタール女子代表

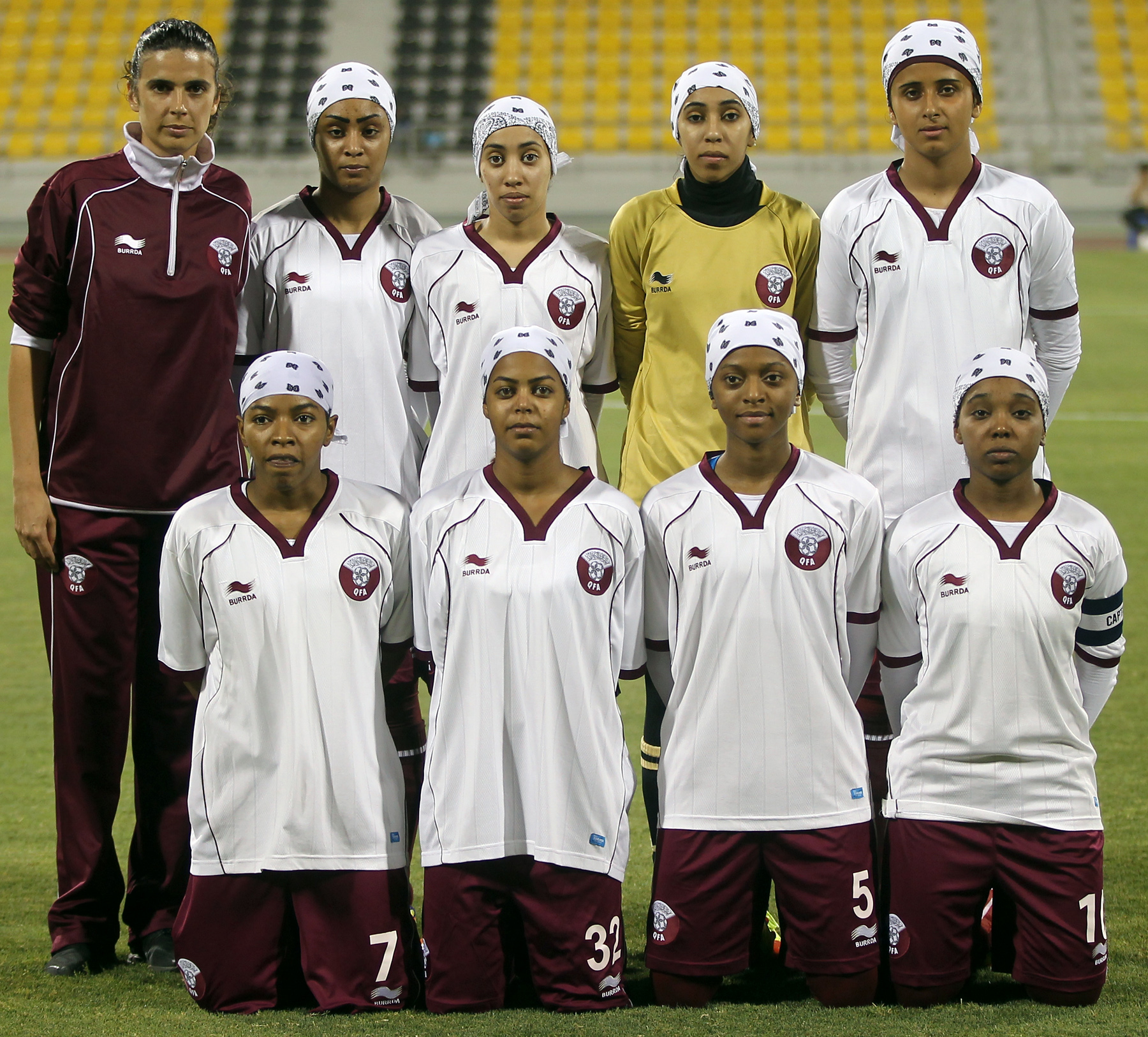
カタール代表

サッカーカタール女子代表（サッカーカタールじょしだいひょう）は、カタールサッカー協会(アラビア語: الاتحاد القطري لكرة القدم、英語: Qatar Football Association, 略称：QFA)によって編成されるカタールの女子サッカーナショナルチームである。アジアサッカー連盟(AFC)に所属している。2010年に代表チームが結成された。アジアの女子サッカー選手権であるAFC女子アジアカップには予選を含め出場したことがない。
女子ワールドカップ、オリンピックともに出場はない。

## ワールドカップの成績
- 2011 - 不参加
- 2015 - 不参加

## オリンピックの成績
(代表結成以降の成績のみ表記)
- 2012 - 予選出場辞退

## アジアカップの成績
(代表結成以降の成績のみ表記)
- 2010 - 不参加
- 2014 - 不参加

## 西アジア女子サッカー選手権の成績
(代表結成以降の成績のみ表記)
- 2010 - 不参加
- 2011 - 不参加
- 2011 - 4位

## FIFAランキング
- 初登場 - 128位(2010年11月)
- 最高順位 - 127位(2011年3月)
- 最低順位 - 136位(2011年12月)